# Bernardyn Quirini
Bernardyn Quirini (ur. ?, zm. IX/X 1604) – włoski duchowny katolicki, franciszkanin, pierwszy biskup bakowski.
Został mianowany przez papieża Grzegorza XIV pierwszym ordynariuszem erygowanej diecezji bakowskiej 7 stycznia 1591 r., w nawiązaniu do historycznych biskupstw w Argeș i Serecie. Został uwięziony przez Turków i prawdopodobnie zginął za wiarę w więzieniu.